# Comuna Pevja, Mlîniv
Pevja (în ucraineană Певжа) este o comună în raionul Mlîniv, regiunea Rivne, Ucraina, formată din satele Bakorîn și Pevja (reședința).

## Demografie
Componența lingvistică a comunei Pevja
     Ucraineană (99,51%)
     Alte limbi (0,49%)
Conform recensământului din 2001, majoritatea populației comunei Pevja era vorbitoare de ucraineană (99,51%), existând în minoritate și vorbitori de alte limbi.